# هنري أكوا
هنري أكوا (بالإنجليزية: Henry Acquah)‏ هو لاعب كرة قدم غاني في مركز الهجوم، ولد في 31 أغسطس 1965 في غانا. شارك مع منتخب غانا لكرة القدم. أما مع النوادي، فقد لعب مع ألمانيا آخن ونادي بروسيا مونستر ونادي هارتس أوف أوك.

## وصلات خارجية
- هنري أكوا على موقع بيانات كرة القدم. دي إي (الألمانية)
- هنري أكوا على موقع عالم كرة القدم.نت (الإنجليزية)